# Л'Іслет
Л'Іслет (фр. L'Islette) — невеликий острів в Індійському океані, з архіпелагу Сейшельські острови.
Розташований за 120 м від східного узбережжя острова Мае, у бухті Порт-Глод. Окрім Мае, найближчий острів — Терез, на південному заході. Довжина острова становить 290 м, ширина — 120 м. Острів Л'Іслет являє собою гранітний острів, густо вкритий тропічною рослинністю (пальми та чагарники).
Однойменний острівець розташований поблизу північного узбережжя Мае, у східного краю бухти Бо-Валлон.